# Niedojrzali
Niedojrzali (wł. Immaturi) – włoska komedia obyczajowa z 2011 roku w reżyserii Paola Genovese.

## Fabuła
Giorgio, Lorenzo, Piero, Luisa, Virgilio i Francesca dwadzieścia lat temu byli kolegami z klasy, ale przede wszystkim przyjaciółmi, choć później ich przyjaźń się rozpadła. Po latach ponownie spotykają się: Ministerstwo Edukacji anulowało ich egzamin dojrzałości, zmuszając ich do powtarzania go, gdyż inaczej stracą prawo do zdobytego wykształcenia.

## Obsada
- Raoul Bova – Giorgio Romanini
- Barbora Bobuľová – Luisa
- Ambra Angiolini – Francesca
- Luca Bizzarri – Piero Galeazzi
- Paolo Kessisoglu – Virgilio
- Ricky Memphis – Lorenzo Coppetti
- Luisa Ranieri – Marta
- Anita Caprioli – Eleonora
- Giulia Michelini – Cinzia
- Isabelle Adriani – Samantha
- Alessandro Tiberi – Ivano
- Simona Caparrini – Marzia
- Giovanna Ralli – Iole
- Maurizio Mattioli – Luigi

## Produkcja
Zdjęcia kręcono w Rzymie.